# 鬼塚英昭
鬼塚 英昭（おにづか ひであき、1938年〈昭和13年〉 - 2016年〈平成28年〉1月25日）は、日本の著作家、竹細工職人、郷土史家。
家業の傍ら、自費出版で歴史書などの執筆を始める。菊タブーや国際金融、国際情勢分野を執筆し、タブーに切り込むことを好むノンフィクション作家として知られる。

## 経歴
大分県別府市生まれ。大分県立別府鶴見丘高等学校卒業。別府鶴見丘高校は地元名門校として知られ、同校出身の著名人の一人としても名前が挙がる。
卒後は、上京して中央大学法学部に入学する。働きながら大学で学んでいたが学費が払えず中退。故郷の別府にて家業の竹細工職人となる。作家デビューは遅く、2002年になってからであった。最初は自費出版であったが、執筆のスピードが速く、しかも著書の多くが上下巻分冊の大作であった。
一方の竹細工でも、別府市内でギャラリーで個展を開催するなどしている。竹の技を絵に生かした珍しい作風であったとされる。竹細工の分野でも「豊の国の竹の文化史」という著書を出版している。著書は、大分県内の合計170人もの細工職人や業界関係者に取材を行って纏め上げられ、竹細工や竹宵の祭りなど「大分県民」と「竹」の歴史的関わり合いを紹介したもので、ここでも「現代の竹細工の源流をたどれば、この箕作りの世界に行き着く」との分析を記した。2004年には別府市実相寺に居住していた。
2016年1月25日胃癌で死去。78歳没。

## 作風・評価
- 鬼塚の著作を出版した成甲書房は、鬼塚は超人的な読書量により常識を覆す数々の発見を繰り返したと主張している[9]。国際情勢や経済動向、金相場などについて独特の見解を示し、リーマンショックを「八百長」と評している[3]。思い切った意見を発表することがあり、熱烈なファンも多い。
- ジャーナリストの安田浩一は、鬼塚が著作で主張した陰謀論「明治天皇すり替え」説は、田布施出身者が裏から日本を支配しているというインターネットで流布した「田布施システム」と呼ばれる陰謀論のネタ元のひとつと述べている[10]。
- 鬼塚の著書は紀伊國屋書店札幌本店（2008年11月10日から16日）の政治分野のベスト10、秋田県秋田市の加賀谷書店本店（2007年8月24日）のベスト10に入った[11][12]。

## 著書
- 『海の門　別府劇場哀愁編』（2002年10月20日、自費出版）
- 『石井一郎の生涯　別府劇場任侠編』（2003年3月、自費出版）
- 『豊の国の竹の文化史』（2003年12月、自費出版）
- 『天皇のロザリオ』
  - 上巻「日本キリスト教国化の策謀」（2006年7月8日、成甲書房）ISBN 9784880862019
  - 下巻「皇室に封印された聖書」（2006年7月8日、成甲書房）ISBN 9784880862002
- 『日本のいちばん醜い日』（2007年7月21日、成甲書房）ISBN 9784880862163
- 『日経新聞を死ぬまで読んでも解らない　金の値段の裏のウラ』 （2007年11月20日、成甲書房）ISBN 9784880862224
- 『原爆の秘密』
  - 国内篇「昭和天皇は知っていた」（2008年7月19日、成甲書房）ISBN 9784880862330
  - 国外篇「殺人兵器と狂気の錬金術」（2008年7月19日、成甲書房）ISBN 9784880862323
- 『八百長恐慌!「サブプライム=国際ネズミ講」を仕掛けたのは誰だ』（2008年11月8日、成甲書房）ISBN 9784880862385
- 『トヨタが消える日 利益2兆円企業・貪欲生産主義の末路』（2009年3月11日、成甲書房）ISBN 9784880862439
- 『ロスチャイルドと共産中国が2012年、世界マネー覇権を共有する』（2009年11月6日、成甲書房）ISBN 9784880862552
- 『20世紀のファウスト』
  - 上巻「黒い貴族がつくる欺瞞の歴史」（2010年3月11日、成甲書房）ISBN 9784880862606
  - 下巻「美しい戦争に飢えた世界権力」（2010年3月11日、成甲書房）ISBN 9784880862613
- 『金は暴落する！2011年の衝撃　ロスチャイルド黄金支配のシナリオを読み解く』（2010年8月21日、成甲書房）ISBN 9784880862668
- 『黒い絆　ロスチャイルドと原発マフィア』（2011年5月21日、成甲書房）ISBN 9784880862774
- 『鬼塚英昭が発見した日本の秘密』[DVD] （2011年7月15日、成甲書房）ISBN 9784880869018
- 『世界最終恐慌への3000年史　時間とマネーを支配する怪物の正体』（2011年11月24日、成甲書房） ISBN 9784880862835
- 『瀬島龍三と宅見勝「てんのうはん」の守り人』（2012年3月29日、成甲書房）ISBN 9784880862880
- 『八百長クライシス』あらかじめ決められた恐慌（2012年8月22日、成甲書房）ISBN 9784880862927
- 『日本の本当の黒幕』
  - 上巻 龍馬暗殺と明治維新の闇（2013年7月6日、成甲書房）ISBN 9784880863023
  - 下巻 帝国の秘密とテロルの嵐（2013年7月6日、成甲書房）ISBN 9784880863030
- 『白洲次郎の嘘』日本の属国化を背負った「売国者ジョン」（2013年12月10日、成甲書房）ISBN 9784880863092
- 『海の門　別府劇場哀愁編』（2014年5月9日、成甲書房）ISBN 9784880863146
- 『「反日」の秘密』朝鮮半島をめぐる巨大な謀略（2014年8月1日、成甲書房）ISBN 9784880863177
- 『天皇種族・池田勇人』知るのは危険すぎる昭和史（2014年12月12日、成甲書房）ISBN 9784880863221